# 台湾総督府図書館

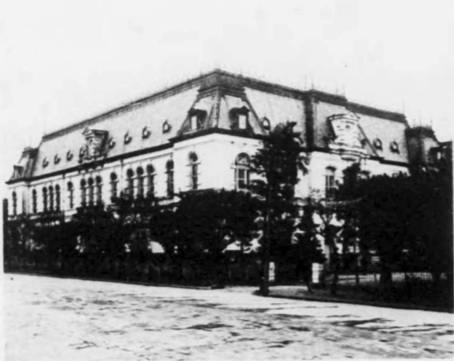
台湾総督府図書館

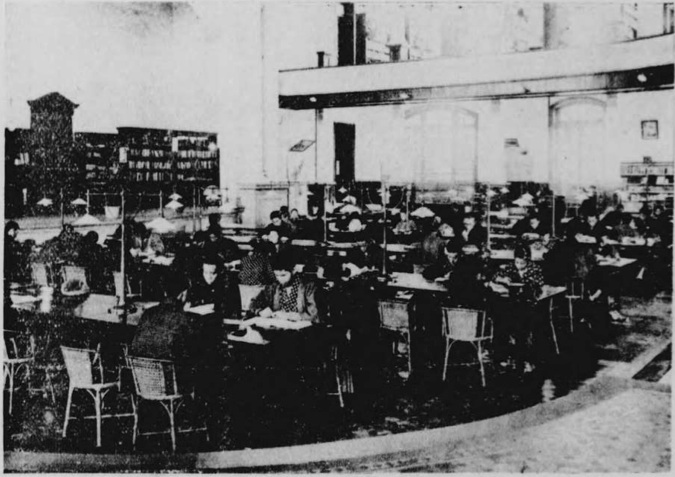
閲覧室

台湾総督府図書館（たいわんそうとくふとしょかん、旧字体：臺灣總督府圖書館、繁体字中国語: 台灣總督府圖書館）は、日本統治時代の台湾における唯一の官立（国立）図書館であった:39。これは当時の台湾において、全土に図書館事業を発展させる重要な役割を果たした:50。
この図書館の建物はもともと台湾文庫として使用されていたが、台湾文庫は1906年8月16日に閉館した。蔵書は東洋協会台湾支部の管理で保管された。1912年、台湾総督府は図書館設置を建議し、蔵書の引き取りを決めた:39。台湾総督府は1914年4月13日に「台湾総督府図書館官制」を公布し:40、同年8月6日に主任館長として隈本繁吉が就任した:41。台湾総督府図書館は1915年8月9日に正式オープンした:50。
日本統治時代、台湾総督府図書館には歴代で5名の館長が就任した。第二次世界大戦期間、図書館は台北大空襲等により攻撃を受けたが、山中樵館長の努力の下、19万余冊の蔵書が他の施設に避難された。蔵書は主に大崎脚、大龍峒保安宮、龍山国民学校、中和庄南勢角簡大厝の4か所に分散して保管された。児童室にあった一部の書籍や発禁扱い図書の約7万余冊は戦火により焼失した:81。第二次世界大戦後、山中樵館長の手配により、台湾省行政長官公署図書館として運営を再開。後任の范寿康館長や呉克剛館長の下で発展した:81、82。現在は国立台湾図書館として開館している。

## 歴任館長
台湾総督府図書館では、5名の日本人が館長として就任した。ただし4代目館長の若槻道隆は代理であり、数か月のみの在任であった。歴代館長の一覧は、以下の通り:51：
| 姓名       | 出身地       | 任期                         | 備註                 |
| ---------- | ------------ | ---------------------------- | -------------------- |
| 隈本繁吉   | 日本、福岡県 | 1915年8月6日 – 1916年5月16日 | 元台湾総督府学務部長 |
| 太田為三郎 | 日本、東京府 | 1916年5月16日 – 1921年7月8日 |                      |
| 並河直広   | 日本、京都府 | 1921年7月8日 – 1927年7月9日  | 在任中に死去         |
| 若槻道隆   | 日本、長野県 | 1927年7月9日 – 1927年9月7日  | 代理館長             |
| 山中樵     | 日本、福井県 | 1927年9月7日 – 1945年8月15日 | 1927年8月30日任命:70 |